# Gymnochiromyia sexspinosum
Gymnochiromyia sexspinosum är en tvåvingeart som först beskrevs av Lamb 1914.  Gymnochiromyia sexspinosum ingår i släktet Gymnochiromyia och familjen gulflugor.
Artens utbredningsområde är Seychellerna. Inga underarter finns listade i Catalogue of Life.